# Michel Vaarten
Michel Vaarten, né le 17 janvier 1957 à Turnhout, est un coureur cycliste belge. Professionnel de 1979 à 1992, il a été champion du monde de keirin en 1986. Il a également remporté la médaille d'argent du kilomètre aux Jeux olympiques de 1976 à Montréal.

## Palmarès sur piste

### Jeux olympiques
- Montréal 1976
  -  Médaillé d'argent du kilomètre

### Championnats du monde
- Amsterdam 1979
  -  Médaillé de bronze de la vitesse
- Colorado Springs 1986
  -  Champion du monde de keirin
  -  Médaillé d'argent de la course aux points
- Gand 1988
  -  Médaillé de bronze du keirin
- Maebashi 1990
  -  Médaillé d'argent du keirin

### Championnats d'Europe
- 1979
  -  Médaillé d'argent de la vitesse
- 1980
  -  Champion d'Europe de l'américaine (avec René Pijnen)
  -  Médaillé d'argent de la vitesse
- 1984
  -  Médaillé de bronze de la vitesse

### Six Jours
- Six Jours d'Anvers en 1979 (avec René Pijnen et Albert Fritz)

### Championnats de Belgique
- 1975
  -  Champion de Belgique de course aux points juniors
- 1976
  -  Champion de Belgique de vitesse amateurs
  -  Champion de Belgique de course aux points amateurs
  -  Champion de Belgique du kilomètre amateurs
- 1977
  -  Champion de Belgique de vitesse amateurs
  -  Champion de Belgique du kilomètre amateurs
- 1978
  -  Champion de Belgique de vitesse amateurs
  -  Champion de Belgique d'omnium amateurs
  -  Champion de Belgique derrière derny amateurs
- 1981
  -  Champion de Belgique de vitesse
- 1982
  -  Champion de Belgique de vitesse
- 1986
  -  Champion de Belgique d'omnium

## Palmarès sur route
- 1986
  - 5e étape du Tour of the Americas
- 1988
  - 6e étape du Tour of the Americas
  - 6e étape du Tour de Floride
- 1989
  - 6eb étape du Tour of the Americas